# Ємниці
Ємниці (чеськ. Jemnice, нім. Jamnitz) — місто на півдні Чехії, в краї Височина.
Господарський та культурний центр Ємниці знаходиться на височині, над річкою Желетавка. Місто складається з трьох районів: Лоука, Ємниці та Паненська.

## Історія
Засноване у 1227 році за указом короля Пршемисла Отакара I, як замок. Будівництво замку Ємниці було закінчено лише у XIV столітті. 4 лютого 1327 року Ємниці отримує від чеського короля Яна Люксембурзького торгівельні привілеї і відтоді стає королівським вільним містом. У ХІХ столітті місто двічі спустошувала епідемія чуми. У 1832 тут вирувала сильна пожежа, яка значно пошкодила центр міста.

## Визначні пам'ятки
- Єврейський квартал та цвинтар
- Міська фортеця
- Музей Паллавічіні в долині Желетівки поблизу Лоуки, на північ від міста
- Костел Святого Станіслава
- Замок Ємниці

## Населення
| Рік  | Чисельність | Чисельність |
| ---- | ----------- | ----------- |
| 1869 | 2812        | [ 6 ]       |
| 1880 | 3136        | [ 6 ]       |
| 1890 | 3025        | [ 6 ]       |
| 1900 | 3325        | [ 6 ]       |
| 1910 | 3484        | [ 6 ]       |
| 1921 | 3486        | [ 6 ]       |
| 1930 | 3637        | [ 6 ]       |

| Рік  | Чисельність | Чисельність |
| ---- | ----------- | ----------- |
| 1950 | 3522        | [ 6 ]       |
| 1961 | 3852        | [ 6 ]       |
| 1970 | 3802        | [ 6 ]       |
| 1980 | 4011        | [ 6 ]       |
| 1991 | 4282        | [ 6 ]       |
| 2001 | 4307        | [ 6 ]       |
| 2014 | 4133        | [ 7 ]       |

| Рік  | Чисельність | Чисельність |
| ---- | ----------- | ----------- |
| 2016 | 4077        | [ 8 ]       |
| 2017 | 4075        | [ 9 ]       |
| 2018 | 4034        | [ 10 ]      |
| 2019 | 4001        | [ 11 ]      |
| 2020 | 4014        | [ 12 ]      |
| 2021 | 3991        | [ 13 ]      |
| 2021 | 3908        | [ 14 ]      |

| Рік  | Чисельність | Чисельність |
| ---- | ----------- | ----------- |
| 2022 | 3958        | [ 15 ]      |
| 2023 | 4015        | [ 16 ]      |
| 2024 | 3975        | [ 17 ]      |
| 2025 | 3964        | [ 4 ]       |

| Рік  | Чисельність | Чисельність |
| ---- | ----------- | ----------- |
| 1869 | 2812        | [ 6 ]       |
| 1880 | 3136        | [ 6 ]       |
| 1890 | 3025        | [ 6 ]       |
| 1900 | 3325        | [ 6 ]       |
| 1910 | 3484        | [ 6 ]       |
| 1921 | 3486        | [ 6 ]       |
| 1930 | 3637        | [ 6 ]       |

| Рік  | Чисельність | Чисельність |
| ---- | ----------- | ----------- |
| 1950 | 3522        | [ 6 ]       |
| 1961 | 3852        | [ 6 ]       |
| 1970 | 3802        | [ 6 ]       |
| 1980 | 4011        | [ 6 ]       |
| 1991 | 4282        | [ 6 ]       |
| 2001 | 4307        | [ 6 ]       |
| 2014 | 4133        | [ 7 ]       |

| Рік  | Чисельність | Чисельність |
| ---- | ----------- | ----------- |
| 2016 | 4077        | [ 8 ]       |
| 2017 | 4075        | [ 9 ]       |
| 2018 | 4034        | [ 10 ]      |
| 2019 | 4001        | [ 11 ]      |
| 2020 | 4014        | [ 12 ]      |
| 2021 | 3991        | [ 13 ]      |
| 2021 | 3908        | [ 14 ]      |

| Рік  | Чисельність | Чисельність |
| ---- | ----------- | ----------- |
| 2022 | 3958        | [ 15 ]      |
| 2023 | 4015        | [ 16 ]      |
| 2024 | 3975        | [ 17 ]      |
| 2025 | 3964        | [ 4 ]       |

## Міста-поратими
- Рабс-ан-дер-Тая, Австрія
- Решель, Польща